# 성 역할

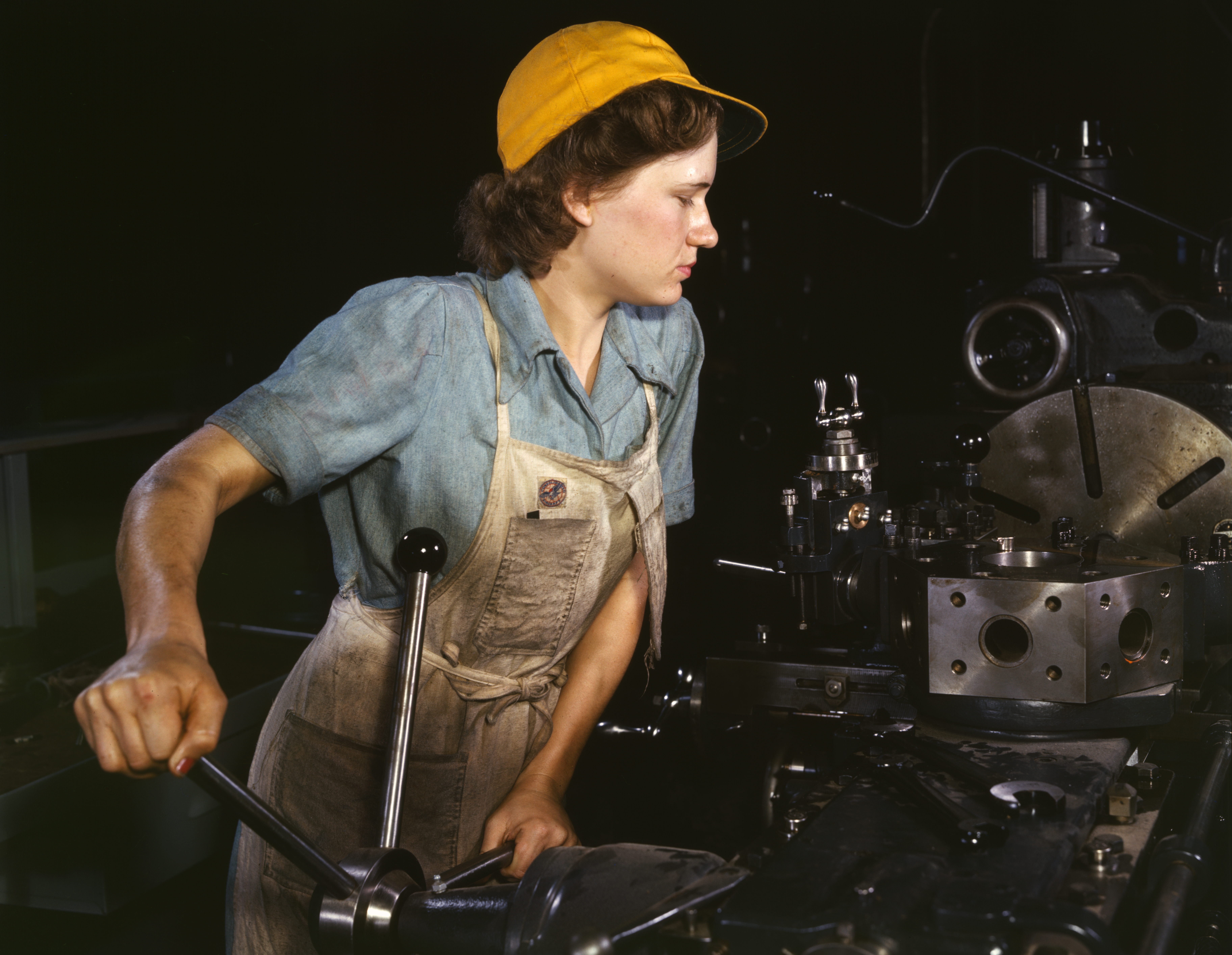
제2차 세계대전 동안, 여성은 보통 남자가 하는 직업이라고 생각되던 공장일을 했다.

성 역할(性役割, gender role, sex role)은 실제의 성별이나 젠더에 따라 사회적으로 그에 적합하다고 생각되는 일을 말한다. 이는 문화와 시대에 따라 달라질 수 있다.
예를 들면 "남자니까, 찔찔 울지 마" "여자니까, 부드럽게" "남자가, 그것도 못드니?" 등의 행동 규범에 따라 행동할 때 그 사람은 성 역할을 해야한다고 말한다. 이 경우 특정성에 본인이 좋든 싫든 관계없이 일정한 성 역할을 기대함과 동시에 그 역할에 응할 준비와 능력, 자질, 성향이 없는 경우 불필요한 스트레스, 열등감을 당사자에게 갖게 사회적으로 자신이 불완전하고 부적응이라는 소외감과 차별감을 가질 수가 있다.

## 같이 보기
- 여성주의
- 남성주의
- 모권제
- 부권제
- 남성운동
- 남성혐오
- 여성혐오
- 젠더 사회학